# Каштру Рибейру, Мария Изилда де
Мария Изилда де Каштру Рибейру (порт. Maria Izilda de Castro Ribeiro), также известная как менина Изилдинья (с порт. — «девочка Изилдинья», 17 июня 1897, Повуа-ди-Ланьозу, Португалия — 24 мая 1911, Гимарайнш, Португалия) — португальская девочка, умершая в возрасте 13 лет, которую некоторые люди считают целительницей, творящей чудеса после своей смерти, и почитают как святую. Почитание Изилдиньи наиболее распространено в Бразилии. Католическая церковь не признаёт её святой.

## Биография
Родилась 17 июня 1897 года в Повуа-ди-Ланьозу и была крещена 2 сентября того же года в церкви Сан-Тьягу-ди-Ланьозу. По народному обычаю её крёстной матерью считалась Богородица, которую представлял в церкви Алфреду Антониу Тейшейра Рибейру. В 1904 году Изилдинья пошла в школу, год спустя семья переехала в Фафи. В мае 1906 года Изилдинья приняла первое причастие.
Когда у Изилдиньи на шее появились опухоли (вероятно, она заболела лимфомой или лейкемией), её лечили народными средствами. Перед смертью девочка сказала своему деду: «Иисус скоро придёт за мной». Она умерла 24 мая 1911 года в Гимарайнше и была похоронена на кладбище Уржереш.

## Культ
В 1950 году, спустя 39 лет после смерти Изилдиньи, её брат Конштантину (Алтину) решил перевезти тело сестры в Бразилию. Проводя эксгумацию, другой брат Изилдиньи, Фернанду, обнаружил, что тело его сестры не подверглось тлению. Это стало известно в Гимарайнше, и жители начали возражать против перезахоронения Изилдиньи: «Она святая, она наша, она не должна уйти отсюда». Мать Изилдиньи предложила оставить тело в Португалии и захоронить в мавзолее, но Алтину не согласился, и тело было перевезено на бразильском пароходе Loide Bolivia и захоронено в Сан-Паулу, где могила Изилдиньи стала местом паломничества.

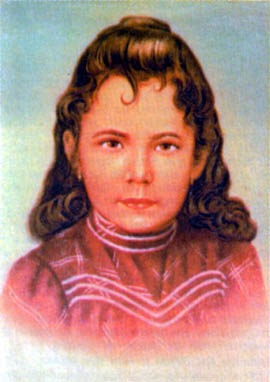
Молитвенная карточка с изображением Изилдиньи

Собравшись открыть предприятие пищевой промышленности в Монти-Алту, Конштантину перевёз тело сестры туда. Изилдинья была похоронена в специально построенном мавзолее Монти-Алту 8 марта 1958 года. В процессии участвовало 10000 человек. Во главе процессии шли девочки по имени Изилдинья, одетые в белое. Португальская община Монти-Алту пожертвовала Конштантину землю для его производства.
В 1960-х годах культ Изилдиньи стал предметом юридических споров. Закрыв фабрику в Монте-Альто, Конштантину попытался перевезти тело сестры обратно в Сан-Паулу, однако суд постановил передать захоронение в собственность города. Конштантину больше никогда не приезжал в Монти-Алту. Он похоронен в Сан-Паулу, в гробнице, которую построил для своей сестры.
По данным на 1999 год, мавзолей Изилдиньи посещали около 300 человек еженедельно, а 13–20 июня, в дни её памяти, — около 4000 человек.
Почитатели Изилдиньи считают её покровительницей страдающих детей и подростков.

### Критика
Мария Апаресида Жункейра Вейга Гаэта отмечает, что культ Изилдиньи подобен многим другим культам лжесвятых, умерших рано: детство или молодость представляются вечными, а «святого» в народе принято называть «мальчиком» или «девочкой» и сравнивать с ангелом.